# Riders of the Law
Riders of the Law er en amerikansk stumfilm fra 1922 af Robert N. Bradbury.

## Medvirkende
- Jack Hoxie som Jack Meadows
- Marin Sais som Barbara Layne
- Frank Rice som Toby Jones
- Pat Harmon som Dan Silo
- Thomas G. Lingham som Layne
- Jack P. Pierce som Pete Gushard